# Drago Mlinarec
Pour les articles homonymes, voir Drago.
Temple de la renommée slovène : 2007
Dragutin Mlinarec, dit Drago Mlinarec, (né le 24 août 1960 à Jesenice en République socialiste de Slovénie) est un joueur professionnel slovène de hockey sur glace.

## Biographie

### Carrière en club
Dès 1977, il débute en senior avec le HK Kranjska Gora. Il rejoint le HK Jesenice la saison suivante. En 1995, il intègre l'effectif du KHL Medveščak. Il a remporté à neuf reprises le championnat de Yougoslavie. Il met un terme à sa carrière en 1996.

### Carrière internationale
Il a représenté la Yougoslavie puis la Slovénie au niveau international. Il a participé à huit championnats du monde ainsi qu'aux Jeux olympiques de 1984. Il a été capitaine de la sélection slovène.